# エリック・セインドン
エリック・セインドン（Eric Saindon, 1969年12月5日 - ）は、アメリカ合衆国の視覚効果スーパーバイザーである。1999年よりWeta FXで働いている。

## 受賞とノミネート
| 賞               | 年   | 部門           | 作品名                            | 結果       |
| ---------------- | ---- | -------------- | --------------------------------- | ---------- |
| アカデミー賞     | 2012 | 視覚効果賞     | ホビット 思いがけない冒険         | ノミネート |
| アカデミー賞     | 2013 | 視覚効果賞     | ホビット 竜に奪われた王国         | ノミネート |
| アカデミー賞     | 2022 | 視覚効果賞     | アバター:ウェイ・オブ・ウォーター | 受賞       |
| 英国アカデミー賞 | 2012 | 特殊視覚効果賞 | ホビット 思いがけない冒険         | ノミネート |
| 英国アカデミー賞 | 2013 | 特殊視覚効果賞 | ホビット 竜に奪われた王国         | ノミネート |
| 英国アカデミー賞 | 2014 | 特殊視覚効果賞 | ホビット 決戦のゆくえ             | ノミネート |
| 英国アカデミー賞 | 2022 | 特殊視覚効果賞 | アバター:ウェイ・オブ・ウォーター | 受賞       |